# Abajo el amor
Abajo el amor es una película de comedia romántica estadounidense que transcurre al comienzo de la década de 1960. Rinde homenaje a la época de oro en que las comedias románticas eran muy bien acogidas por el público.
Dirigida por Peyton Reed, la película está protagonizada por la ganadora del Oscar Renée Zellweger, el protagonista de "Moulin Rouge"  Ewan McGregor, Sarah Paulson y David Hyde Pierce y fue estrenada en Estados Unidos el 9 de mayo de 2003.

## Argumento
Barbara Novak (Renée Zellweger) es una joven escritora feminista que pone a la ciudad de Nueva York en una revolución feminista debido a su libro "Abajo el Amor", un libro dirigido a las mujeres en donde les dice que pueden aprovechar el tiempo que pierden pensando en el amor para ser más exitosas en sus vidas. El libro se torna el más vendido y Barbara se convierte en el modelo a seguir de todas las mujeres en el mundo. Por otro lado Catcher Block (Ewan McGregor), un reportero famoso y un Don Juan, se ve afectado por la nueva revolución feminista debido a que todas las mujeres que antes tenía a su disposición se preocupan ahora menos por él y más por ellas mismas, dejándolo a un lado y dañando su imagen y fama de conquistador. Así pues, Catcher decide ingeniar un plan para enamorar a Barbara Novak y enseñarle a todo el mundo que en realidad ella es como todas las mujeres y que lo único que quiere en su vida es amor y matrimonio.

## Reparto
| Actor             | Personaje       |
| ----------------- | --------------- |
| Renée Zellweger   | Barbara Novak   |
| Ewan McGregor     | Catcher Block   |
| Sarah Paulson     | Vikki Hiller    |
| David Hyde Pierce | Peter MacMannus |
| Rachel Dratch     | Gladys          |
| Jack Plotnick     | Maurice         |
| Tony Randall      | Theodore Banner |
| John Aylward      | E.G             |
| Warren Munson     | C.B             |
| Michael Ensign    | J.R             |
| Matt Ross         | J.B             |
| Timothy Omundson  | R.J             |
| Jeri Ryan         | Gwendolyn       |
| Ivana Milicevic   | Yvette          |
| Melissa George    | Elkie           |

## Homenaje y Estilo
Abajo el Amor es un homenaje a las películas “sexo comedias” de la década de los 60 en las que se veía puro optimismo, colores fuertes y saturados gracias al Technicolor, vestuario y ambientes glamurosos, música acorde y bromas sobre el sexo y otros temas relacionados con el humor sexual, muy parecidas a las películas de Doris Day y Rock Hudson tales como Problemas de Alcoba y “Lover Come Back”, y en las que también participó Tony Randall. 
Los vestuarios, la cinematografía, edición, partitura, la apertura de los créditos y los efectos especiales (incluidos los efectos de la pantalla dividida durante llamadas telefónicas) están cuidadosamente diseñados para mostrar el estilo de las comedias de los años 60. La silueta de la ciudad de Nueva York de 1962 fue recreada digitalmente para los telones de fondo.

## Banda sonora
La canción “Here's to Love” cantada por Zellweger y McGregor durante los créditos fue una adición de última hora en la película. Los autores son Marc Shaiman y Scott Wittman.

### Lista de canciones
| Pista | Título                                                              | Intérprete                      |
| ----- | ------------------------------------------------------------------- | ------------------------------- |
| 1     | Kissing A Fool                                                      | Michael Bublé                   |
| 2     | For Once In My Life                                                 | Michael Bublé                   |
| 3     | Down With Love                                                      | Michael Bublé y Holly Palmer    |
| 4     | Barbara Arrives                                                     | Marc Shaiman                    |
| 5     | Fly Me To The Moon (In Other Words) (Count Basie And His Orchestra) | Frank Sinatra                   |
| 6     | One Mint Julep                                                      | Xavier Cugat And His Orchestra  |
| 7     | Girls Night Out                                                     | Marc Shaiman                    |
| 8     | Everyday Is A Holiday With You                                      | Esthero                         |
| 9     | Barbara Meets Zip                                                   | Marc Shaiman                    |
| 10    | Fly Me To The Moon (In Other Words)                                 | Astrud Gilberto, Frank Sinatra  |
| 11    | Love in Three Acts                                                  | Marc Shaiman                    |
| 12    | Here's To Love                                                      | Renée Zellweger y Ewan Mcgregor |